# Весна Долонц
Весна Ратковна Долонц (рођена Манасјева; Москва, 21. јул 1989) је бивша професионална српска тенисерка, наступала је за Русију од 2006 до 2012. године од када је наступала под заставом Србије.

## Каријера
Долонц је почела да тренира тенис са четири године. Године 2009 била је по први пут у главном жребу на Вимблдону и Ју-Ес опену. На Аустралијан опену 2011. године, изгубила је у трећем колу од Анастасије Севастове са 1-6, 3-6. Претходно је у првом колу победила Лауру Тио, а у другом колу и Марион Бартоли са 3-6, 6-3, 6-0 која је у топ 10 на ВТА листи. Остварила је пласман у главни жреб Вимблдона 2012. године. Најбољи пласман на ВТА листи јој је 84. место. Отац јој је Србин (Ратко Манасиев), а мајка Рускиња.

## Финала у каријери

### ВТА финала парови (0–1)
| Легенда: До 2009.               | Легенда: Од 2009.       |
| ------------------------------- | ----------------------- |
| Гренд слем турнири (0–0)        |                         |
| Завршна првенства сезоне (0–0)  |                         |
| Прва категорија (0–0)           | Обавезни Премијер (0–0) |
| Друга категорија (0–0)          | Премијер 5 (0–0)        |
| Трећа категорија (0–0)          | Премијер (0–0)          |
| Четврта и пета категорија (0–0) | Међународни (0–1)       |

| Финала по подлози |
| Тврда (0–1)       |
| Трава (0–0)       |
| Шљака (0–0)       |
| Тепих (0–0)       |

| Исход | Број | Датум               | Турнир  | Подлога | Партнерка      | Противнице                 | Резултат     |
| Пораз | 1.   | 15. септембар 2012. | Ташкент | Тврда   | Ана Чакветадзе | Паула Каниа Полина Пекхова | 2–6, предаја |

### ИТФ финала појединачно 9 (2–7)
| Турнири од $100.000$ |
| Турнири од 75.000$   |
| Турнири од 50.000$   |
| Турнири од 25.000$   |
| Турнири од 10.000$   |

| Исход  | #  | Датум              | Турнир     | Подлога | Противница         | Резултат    |
| Пораз  | 1. | 28. мај 2006       | Кијев      | Шљака   | Вероника Капшај    | 2–6 6–0 5–7 |
| Пораз  | 2. | 12. септембар 2007 | Харков     | Тврда   | Алона Бондаренко   | 1–6 1–6     |
| Пораз  | 3. | 24. фебруар 2008   | Каприоло   | Тепих   | Ен Киотавонг       | 1–6 6–2 3–6 |
| Победа | 4. | 1. новембар 2008   | Нант       | Тврда   | Штефани Фегеле     | 6–3 6–2     |
| Пораз  | 5. | 8. фебруар 2009    | Белфорт    | Тепих   | Луције Храдецка    | 3–6 2–6     |
| Пораз  | 6. | 29 март 2009       | Москва     | Тврда   | Виталија Дјаченко  | 6–2 3–6 1–4 |
| Пораз  | 7. | 11. јул 2009       | Ла Коруња  | Тврда   | Нуза Силва         | 3–6 1–6     |
| Пораз  | 8. | 11 октобар 2010    | Жуз-ле-Тур | Тврда   | Алисон Риск        | 5–7 6–4 6–4 |
| Победа | 8. | 21. јул 2012       | Доњецк     | Тврда   | Марија Жоао Коељер | 6–2 6–3     |

### ИТФ финала у паровима 11 (3–8)
| Турнири од $100.000$ |
| Турнири од 75.000$   |
| Турнири од 50.000$   |
| Турнири од 25.000$   |
| Турнири од 10.000$   |

| Исход  | #   | Датум              | Турнир                  | Подлога | Партнерка          | Противнице                              | Резултат       |
| Пораз  | 1.  | 2 октобар 2005     | Подгорица               | Шљака   | Неда Козић         | Ани Мијачика Дијана Стојић              | 6–1 3–6 4–6    |
| Пораз  | 2.  | 11. мај 2007       | Монзон                  | Тврда   | Ирина Курјанович   | Естреља Кабеза-Кандела Марија Салерини  | 2–6 1–6        |
| Победа | 3.  | 25. август 2007    | Москва                  | Шљака   | Марија Кондратјева | Нина Братичкова Софи Лефевр             | 6–2 6–1        |
| Пораз  | 4.  | 10. новембар 2007  | Минск                   | Тврда   | Јекатерина Иванова | Ала Кудрјавцева Анастасија Пављученкова | 0–6 2–6        |
| Победа | 5.  | 10. април 2009     | Монзон                  | Тврда   | Ји Чен             | Алберта Брианти Маргалита Чахнашвили    | 2–6 6–4 [10–8] |
| Пораз  | 6.  | 11. јул 2009       | Ла Коруња               | Тврда   | Ксенија Милевска   | Марија Иригојен Флоренсија Молинеро     | 2–6 4–6        |
| Пораз  | 7.  | 14. новембар 2009  | Минск                   | Тврда   | Јевгенија Родина   | Људмила Киченок Нађа Киченок            | 3–6 6–7(7)     |
| Пораз  | 8.  | 25. септембар 2010 | Шрузбери                | Тврда   | Клер Ферстен       | Виталија Дјаченко Ирена Павловић        | 4–6 6–4 [6–10] |
| Пораз  | 9.  | 2. јул 2011        | Кунео                   | Шљака   | Ева Бирнерова      | Менди Минела Штефани Фегеле             | 3–6 2–6        |
| Пораз  | 10. | 6 фебрур 2012      | Мидленд, САД            | Тврда   | Стефани Форец      | Андреа Хлавацкова Луси Храдецка         | 6(4)–7 2–6     |
| Победа | 11. | 14. мај 2012       | Сент Гауденс, Француска | Шљака   | Ирина Хромачева    | Наоми Броди Јулија Глушко               | 6–2 6–0        |